# Alquila

Grupo isopropílico

Grupo metila

Em química orgânica, um grupo alquila é um alcano sem um hidrogênio. O termo alquila é intencionalmente inespecífico para incluir muitas substituições possíveis. Um alquil acíclico tem a fórmula geral de C
nH
2n+1
. Um cicloalquil é derivado de um cicloalcano pela remoção de um átomo de hidrogênio de um anel e tem a fórmula geral C
nH
2n-1
. Normalmente, um alquil é uma parte de uma molécula maior. Nas fórmulas estruturais, o símbolo R é usado para designar um grupo alquil genérico (não especificado). O menor grupo alquil é metil, com a fórmula CH
3
.

## Na química medicinal
Na química medicinal, a incorporação de cadeias alquílicas em alguns compostos químicos aumenta sua lipofilicidade. Esta estratégia tem sido utilizada para aumentar a atividade antimicrobiana de flavanonas e chalconas.